# Paul Wild

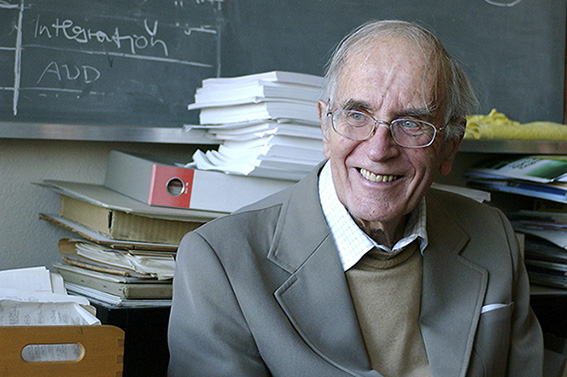
Paul Wild Universiteit van Bern (2006)

Paul Wild (Wädenswil, 5 oktober 1925 – Bern, 2 juli 2014) was een Zwitsers astronoom en professor, afkomstig uit Bern. Hij heeft vele planetoïden en kometen ontdekt.

## Carrière
Wild was van 1980 tot 1991 directeur van het Astronomisch Instituut van de Universiteit van Bern. Hij deed observaties en astronomische onderzoeken vanaf het Zimmerwaldobservatorium nabij Bern.

## Ontdekkingen
Paul Wild ontdekte verscheidene hemellichamen, waaronder:
- Periodieke kometen, zoals 63P/Wild, 81P/Wild, 86P/Wild en 116P/Wild
- 94 planetoïden, waaronder (1866) Sisyphus en de Amor-planetoïden (2368) Beltrovata en (3552) Don Quixote
- 41 supernova's en 8 co-ontdekkingen, zijn eerste was de SN 1954A, zijn meest recente ontdekking was de SN 1994M

### Ontdekte asteroïden
Wild ontdekte ongeveer 94 planetoïden :
| Ontdekte planetoïden | Ontdekte planetoïden |
| -------------------- | -------------------- |
| (1657) Roemera       | 6 maart 1961         |
| (1687) Glarona       | 19 september 1965    |
| (1748) Mauderli      | 7 september 1966     |
| (1768) Appenzella    | 23 september 1965    |
| (1773) Rumpelstilz   | 17 april 1968        |
| (1775) Zimmerwald    | 13 mei 1969          |
| (1803) Zwicky        | 6 februari 1967      |
| (1830) Pogson        | 17 april 1968        |
| (1831) Nicholson     | 17 april 1968        |
| (1838) Ursa          | 20 oktober 1971      |
| (1839) Ragazza       | 20 oktober 1971      |
| (1844) Susilva       | 30 oktober 1972      |
| (1845) Helewalda     | 30 oktober 1972      |
| (1860) Barbarossa    | 28 september 1973    |
| (1866) Sisyphus      | 5 december 1972      |
| (1891) Gondola       | 11 september 1969    |
| (1892) Lucienne      | 16 september 1971    |
| (1893) Jakoba        | 20 oktober 1971      |
| (1906) Naef          | 5 september 1972     |
| (1911) Schubart      | 25 oktober 1973      |
| (1935) Lucerna       | 2 september 1973     |
| (1936) Lugano        | 24 november 1973     |
| (1937) Locarno       | 19 december 1973     |
| (1938) Lausanna      | 19 april 1974        |
| (1960) Guisan        | 25 oktober 1973      |
| (1961) Dufour        | 19 november 1973     |
| (1962) Dunant        | 24 november 1973     |
| (2001) Einstein      | 5 maart 1973         |
| (2005) Hencke        | 2 september 1973     |
| (2029) Binomi        | 11 september 1969    |
| (2033) Basilea       | 6 februari 1973      |
| (2034) Bernoulli     | 5 maart 1973         |
| (2037) Tripaxeptalis | 25 oktober 1973      |
| (2038) Bistro        | 24 november 1973     |
| (2040) Chalonge      | 19 april 1974        |
| (2080) Jihlava       | 27 februari 1976     |
| (2081) Sázava        | 27 februari 1976     |
| (2087) Kochera       | 28 december 1975     |
| (2088) Sahlia        | 27 februari 1976     |
| (2129) Cosicosi      | 27 september 1973    |
| (2138) Swissair      | 17 april 1968        |
| (2151) Hadwiger      | 3 november 1977      |
| (2152) Hannibal      | 19 november 1978     |
| (2175) Andrea Doria  | 12 oktober 1977      |
| (2218) Wotho         | 10 januari 1975      |
| (2229) Mezzarco      | 7 september 1977     |
| (2239) Paracelsus    | 13 september 1978    |
| (2262) Mitidika      | 10 september 1978    |
| (2303) Retsina       | 24 maart 1979        |
| (2320) Blarney       | 29 augustus 1979     |
| (2337) Boubín        | 22 oktober 1976      |
| (2353) Alva          | 27 oktober 1975      |
| (2368) Beltrovata    | 4 september 1977     |
| (2429) Schürer       | 12 oktober 1977      |
| (2481) Bürgi         | 18 oktober 1977      |
| (2517) Orma          | 28 september 1968    |
| (2521) Heidi         | 28 februari 1979     |
| (2565) Grögler       | 12 oktober 1977      |
| (2731) Cucula        | 21 mei 1982          |
| (2843) Yeti          | 7 december 1975      |
| (2868) Upupa         | 30 oktober 1972      |
| (2914) Glärnisch     | 19 september 1965    |
| (2950) Rousseau      | 9 november 1974      |
| (2970) Pestalozzi    | 27 oktober 1978      |
| (2989) Imago         | 22 oktober 1976      |
| (3021) Lucubratio    | 6 februari 1967      |
| (3026) Sarastro      | 12 oktober 1977      |
| (3060) Delcano       | 12 september 1982    |
| (3258) Somnium       | 8 september 1983     |
| (3329) Golay         | 12 september 1985    |
| (3468) Urgenta       | 7 januari 1975       |
| (3491) Fridolin      | 30 september 1984    |
| (3552) Don Quixote   | 26 september 1983    |
| (3582) Cyrano        | 2 oktober 1986       |
| (3928) Randa         | 4 augustus 1981      |
| (4323) Hortulus      | 27 augustus 1981     |
| (4471) Graculus      | 8 november 1978      |
| (5369) Virgiugum     | 22 september 1985    |
| (5708) Melancholia   | 12 oktober 1977      |
| (5710) Silentium     | 18 oktober 1977      |
| (5986) Xenophon      | 2 oktober 1969       |
| (6475) Refugium      | 29 september 1987    |
| (6620) Peregrina     | 25 oktober 1973      |
| (7081) Ludibunda     | 30 augustus 1987     |
| (8061) Gaudium       | 27 oktober 1975      |
| (9149) 1977 TD1      | 12 oktober 1977      |
| (9302) 1985 TB3      | 12 oktober 1985      |
| (9711) Želetava      | 7 augustus 1972      |
| (9716) Severina      | 27 oktober 1975      |
| (10488) 1985 RS1     | 12 september 1985    |
| (13025) Zürich       | 28 januari 1989      |
| (14826) Nicollier    | 16 september 1985    |
| (16415) 1987 QE7     | 21 augustus 1987     |
| (19251) Totziens     | 3 september 1994     |